# Archäologisches Museum Niğde

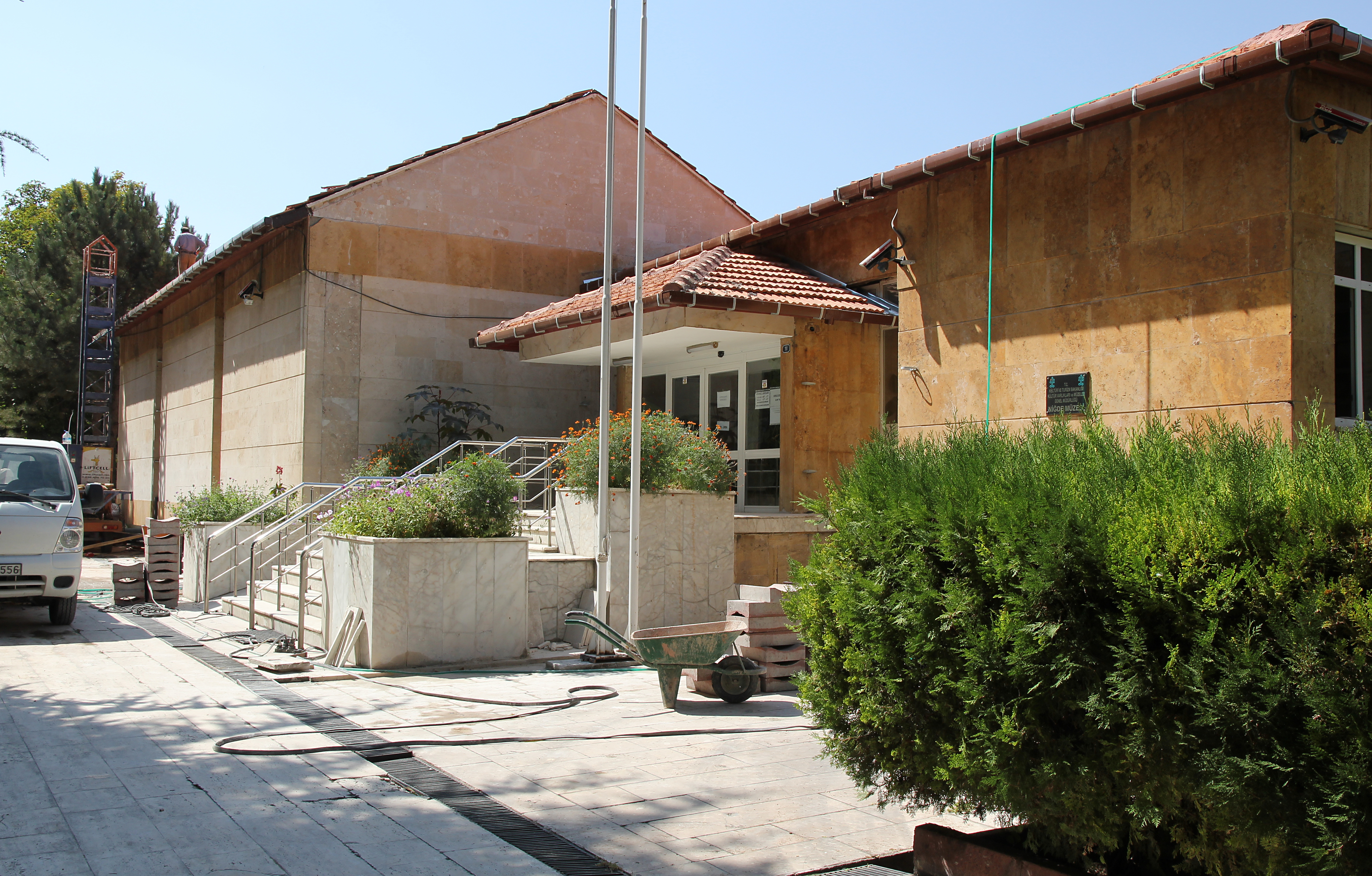
Archäologisches Museum Niğde

Das Archäologische Museum Niğde (türkisch Niğde Arkeoloji Müzesi) liegt im Zentrum der türkischen Provinzhauptstadt Niğde zwischen der Dışarı Cami Sokak und der Öğretmenler Caddesi. Es zeigt Objekte aus den Fundstellen der Umgebung, darunter der Siedlungshügel Köşk Höyük und die römische Stadt Tyana, beide beim nahegelegenen Kemerhisar.

## Geschichte
In der Akmedrese, der zentralen Koranschule von Niğde in der Ak Medrese Caddesi, wurden während des Zweiten Weltkriegs bis 1950 Teile der Sammlung des Istanbuler archäologischen Museums ausgelagert. Danach wurde das Gebäude weiter als Museum genutzt. Nachdem der vorhandene Raum den Ansprüchen nicht mehr genügte, wurde 1971 der Grundstein für einen neuen Museumsbau gelegt. Die Akmedrese wurde 1977 geschlossen und am 12. November 1982 wurde das neue Sammlungsgebäude für Besucher eröffnet. Auch dieses erwies sich bald als nicht ausreichend und wurde dementsprechend erneut umgebaut und renoviert. Die Wiedereröffnung des heutigen Museums erfolgte 2001. Das Museum ist oder war an Grabungen am Köşk Höyük beteiligt, am Porsuk Hüyük, Göltepe/Kestel, am Göllüdağ, in Andaval, Eski Gümüş und am Kınık Höyük.

## Ausstellung
Die Ausstellungsfläche des Museums erstreckt sich über sechs chronologisch angeordnete Säle. Saal 1 beherbergt Funde aus prähistorischer Zeit, darunter steinzeitliche Artefakte wie Speer- und Pfeilspitzen, die im Rahmen des Obsidianprojekts unter anderem am Göllü Dağ, am Köşk Höyük und in den Siedlungshügeln von Pınarbaşı und Kaletepe gefunden wurden. Sie werden bis ins 12. Jahrtausend v. Chr. datiert. Weiter sind zahlreiche Keramikgegenstände aus dem 6. und 5. Jahrtausend v. Chr. ausgestellt, die vornehmlich aus den Grabungen am Köşk Höyük stammen. Daneben ist die Rekonstruktion eines Hauses von diesem Siedlungshügel zu sehen. In Saal 2 werden Objekte aus der frühen Bronzezeit vom 3. vorchristlichen Jahrtausend an gezeigt, dazu auch aus der Zeit der assyrischen Handelskolonien (Karum). Sie kamen bei Grabungen in Acemhöyük, bei Çamardı und in den vorgeschichtlichen Zinnminen von Kestel zu Tage.
In Saal 3 werden Stelen und andere Fundstücke aus späthethitischer/luwischer und phrygischer Zeit präsentiert. Die ersteren sind im Zusammenhang mit den hethitischen Städten Nahita (Niğde) und Tuwanuwa (Kemerhisar) und dessen spätluwischem Nachfolgerstaat Tuwana zu sehen. Bemerkenswert ist die Stele von Niğde, die nahe dem Burghügel von Niğde gefunden wurde. Sie zeigt den Wettergott und ist Warpalawa, dem König von Tuwana im 8. Jahrhundert v. Chr., von seinem Sohn Muwaharanis gewidmet. Warpalawa wird auch auf der Inschrift des Fragments einer Stele erwähnt, die im Fußboden einer byzantinischen Kirche in Andaval (heute Aktaş) nordöstlich von Niğde verbaut war. Sie wurde erstellt von Saruwanis, Herrscher von Nahitiya, was mit großer Wahrscheinlichkeit mit Nahita, also Niğde gleichgesetzt werden kann. Eine weitere Stele aus dieser Zeit wurde in Keşlik, etwa 30 Kilometer westlich von Niğde bei Altunhisar, gefunden. Sie zeigt den Wettergott in ähnlicher Darstellung wie die Stele von Niğde, ihre Inschrift ist allerdings nicht lesbar. Daneben sind die Hieroglypheninschriften aus Porsuk und Veliisa zu sehen, ein Portallöwe vom Göllü Dağ und Kleinfunde und Gefäße aus phrygischer Zeit. Sie kommen aus den Grabungsstätten von Porsuk, Tepebağları, Kaynarca und Kemerhisar sowie dem Burgberg von Niğde und werden in die erste Hälfte des 1. Jahrtausends v. Chr. datiert.
Saal 4 beinhaltet Sammlungsobjekte aus römischer Zeit, die hauptsächlich aus Tyana stammen. Dazu gehören Stelen, Statuen(fragmente), Reliefs, ein Sarkophag und ebenfalls Kleinfunde und Keramik. Im Übergang zu Saal 5 folgt zunächst ein kleinerer Raum mit Münzen aus hellenistischer, römischer, byzantinischer und islamischer Zeit. Im Hauptraum sind die Mumien von einer Frau und vier Kindern ausgestellt, die laut der Informationstafel in den frühchristlichen Kirchen des Ihlara-Tals gefunden wurden und aus dem 10. Jahrhundert stammen. Saal 6 schließlich beherbergt die ethnographische Sektion mit Büchern, Teppichen, Waffen und Trachten.

## Galerie

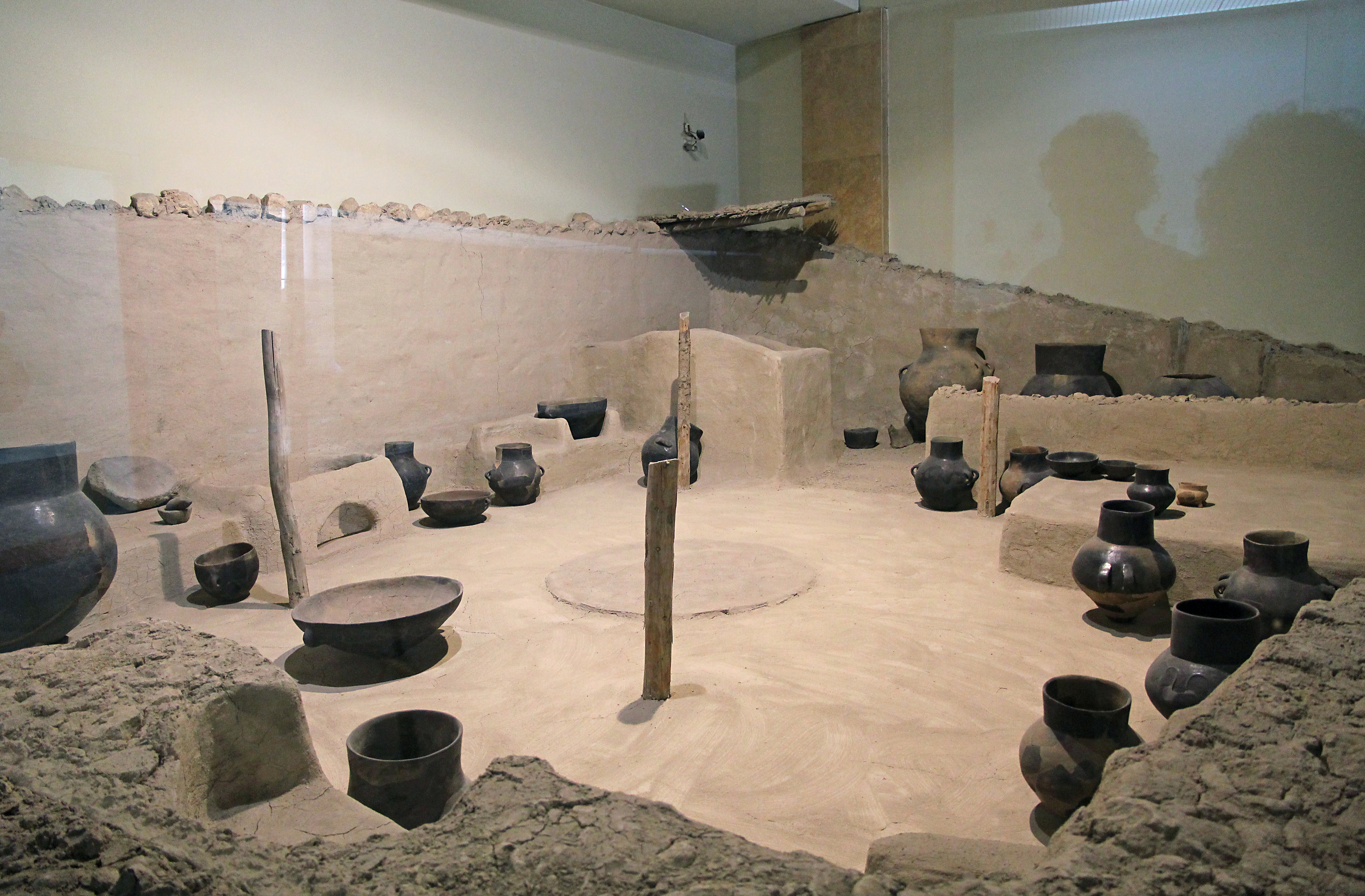
Rekonstruktion eines Hauses vom Köşk Höyük
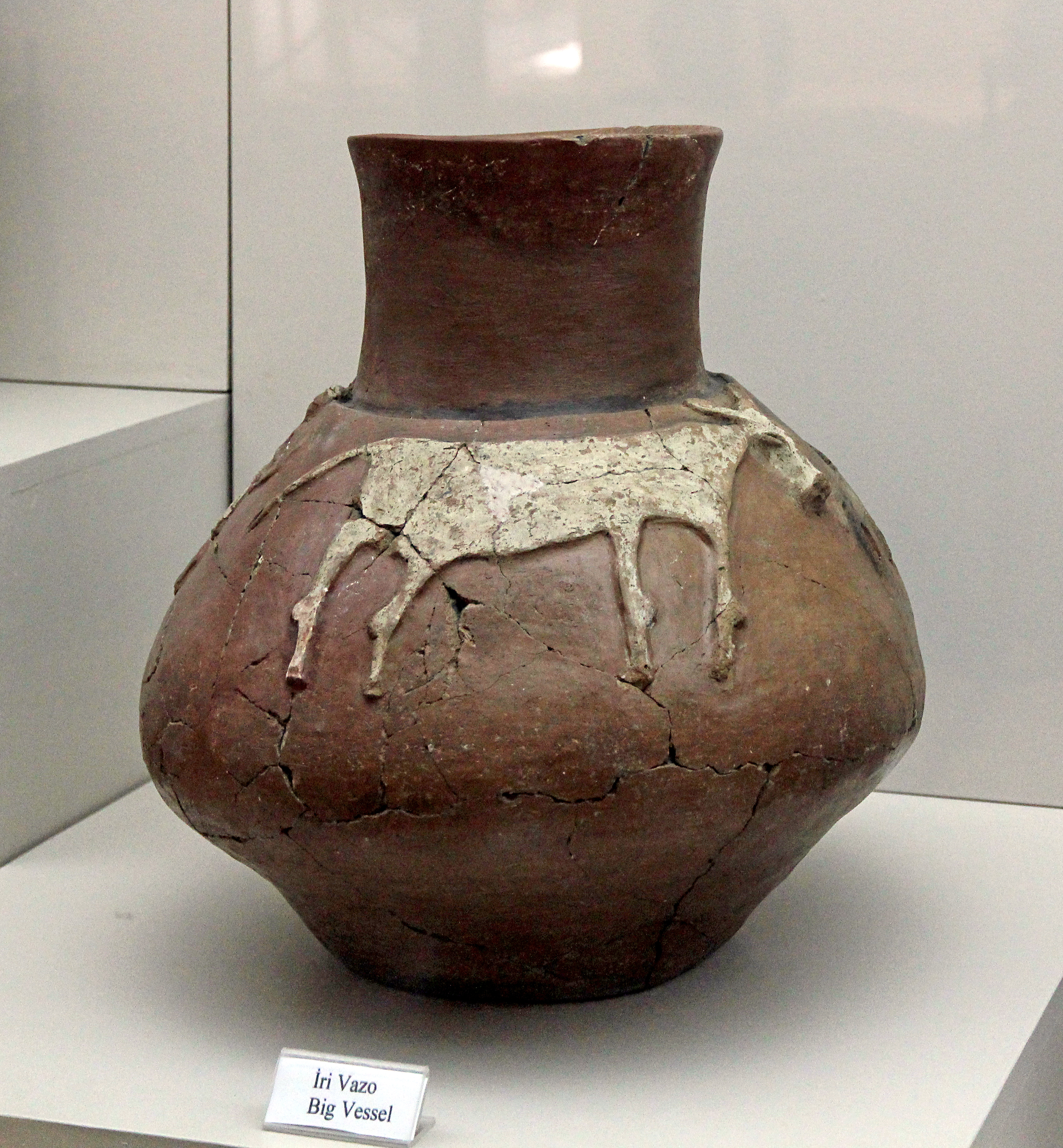
Vase aus Köşk Höyük
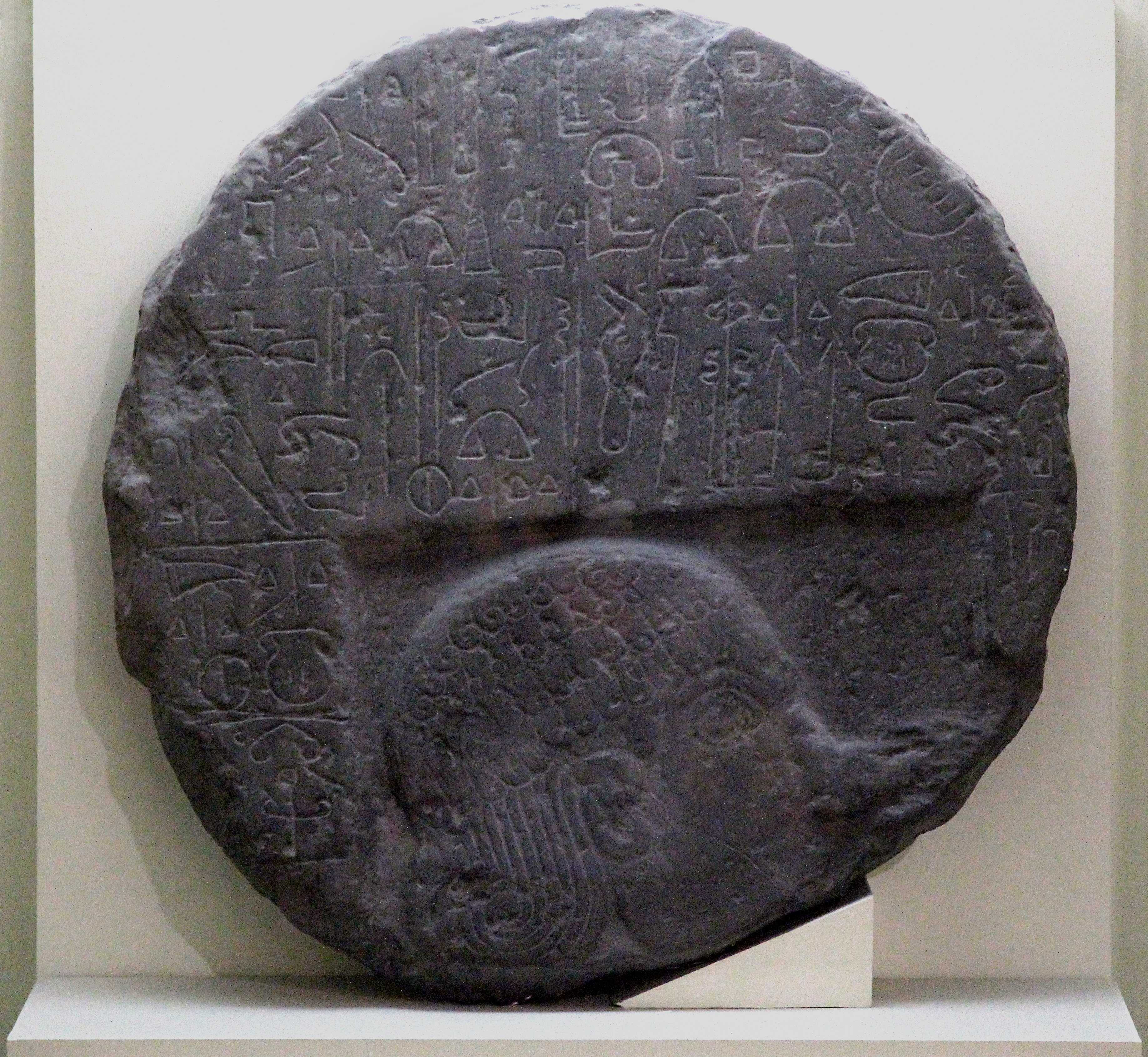
Stelenfragment von Andaval
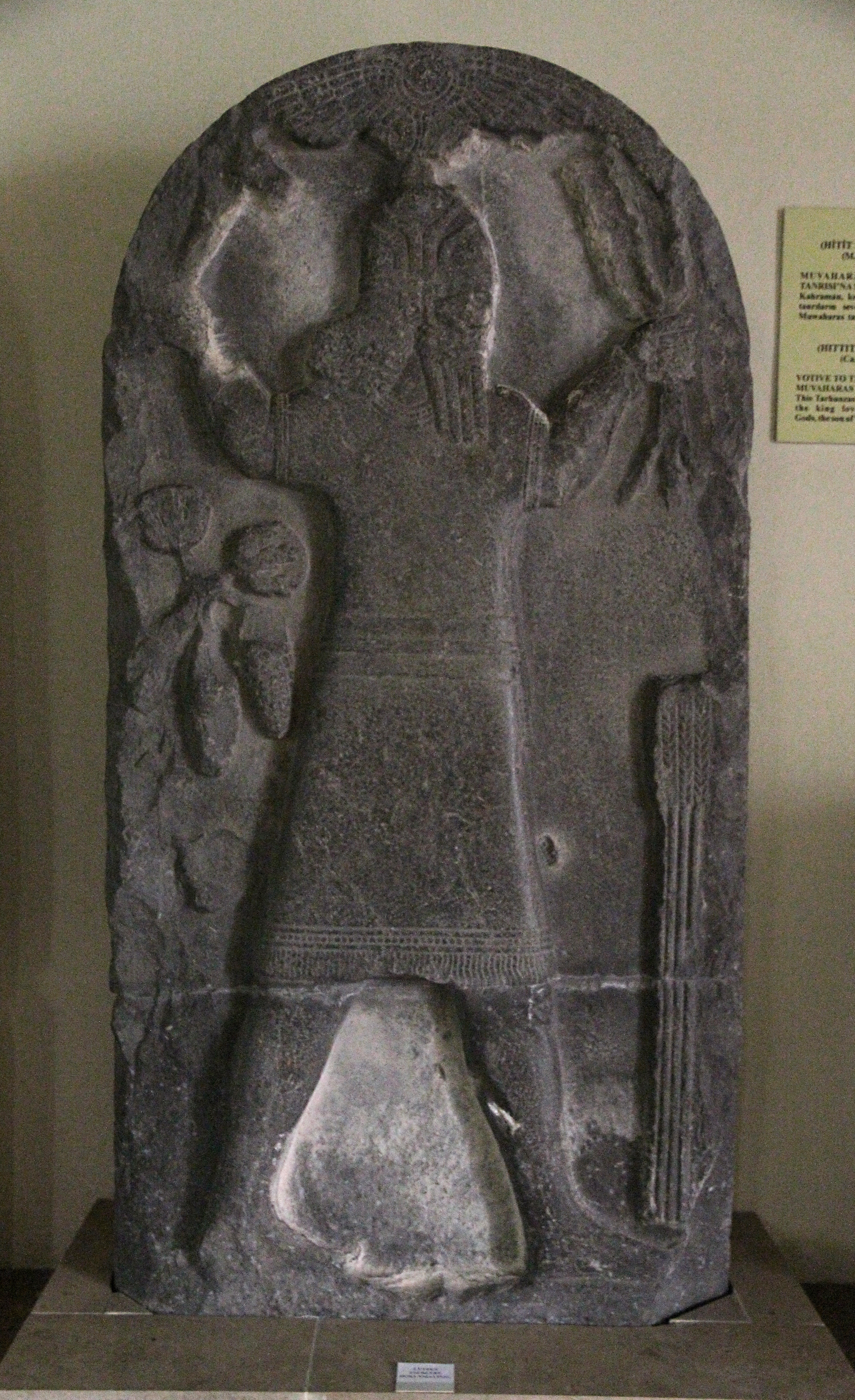
Wettergott auf der Stele von Niğde
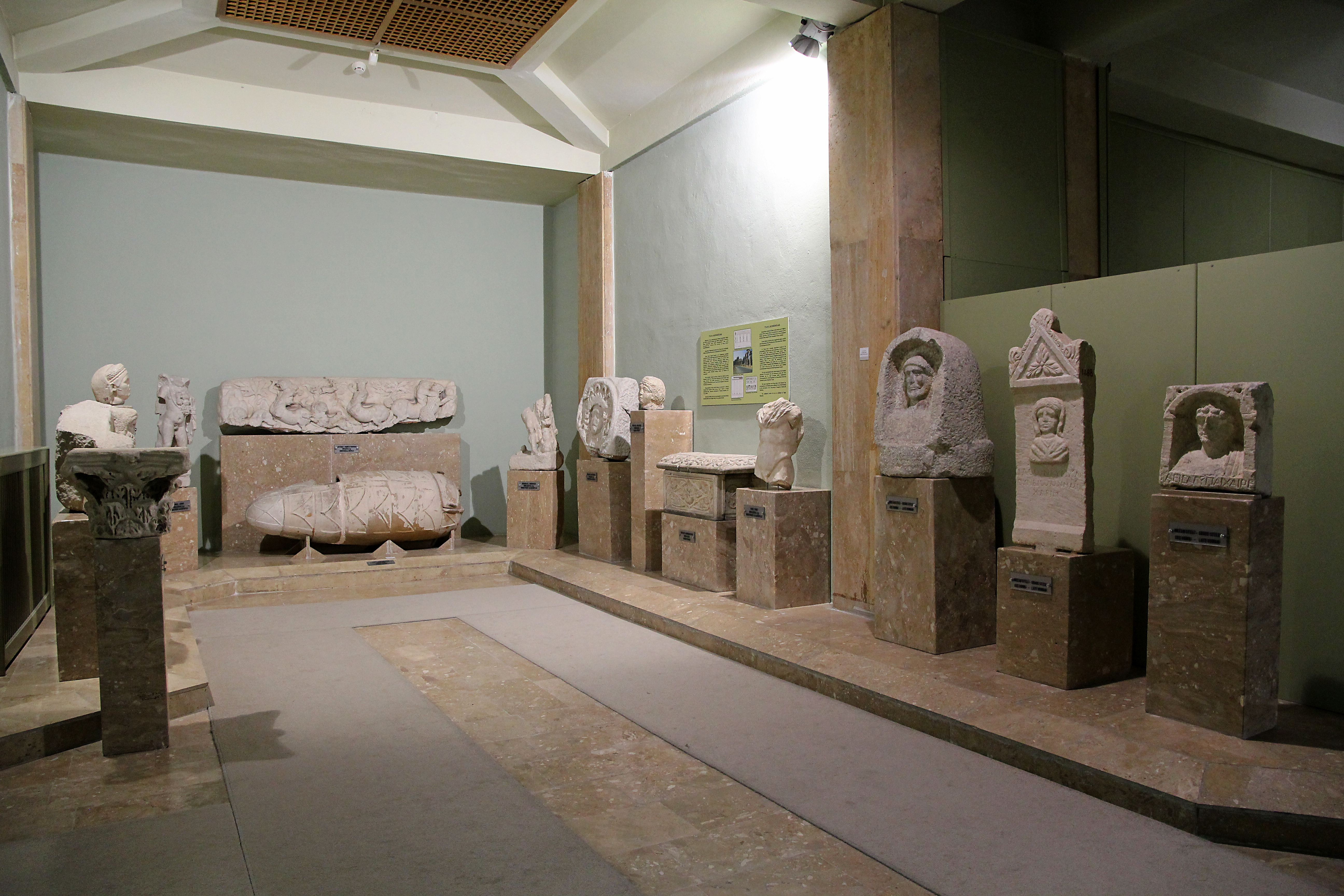
Römische Funde aus Tyana
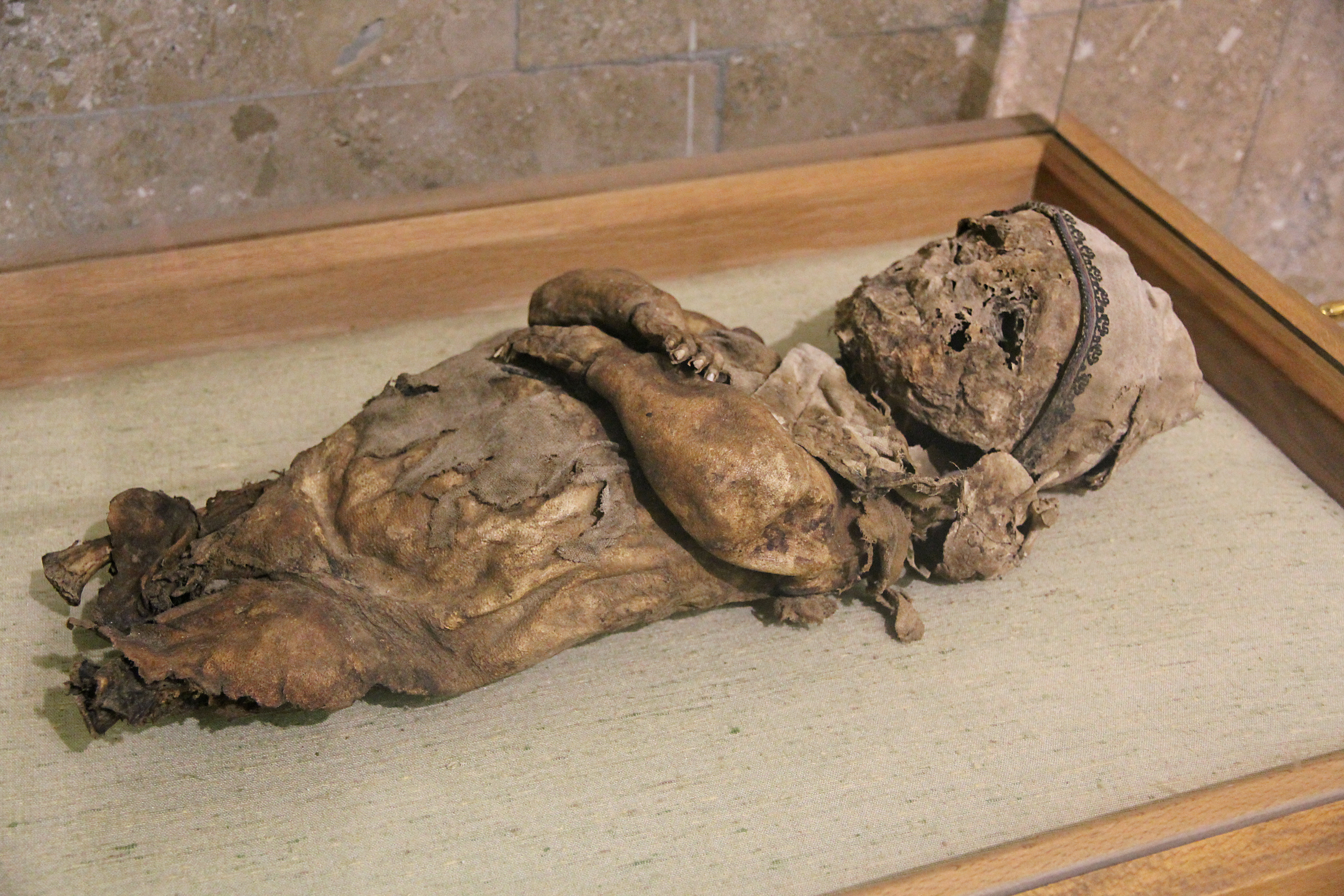
Kindermumie aus dem Ihlara-Tal